# Hinthada
Hinthada är en stad i Myanmar. Den ligger i regionen Ayeyarwady, i den södra delen av landet, 240 km söder om huvudstaden Naypyidaw. Hinthada ligger 15 meter över havet och folkmängden uppgick till 84 000 invånare vid folkräkningen 2014.

## Geografi
Terrängen runt Hinthada är mycket platt. Runt Hinthada är det tätbefolkat, med 459 invånare per kvadratkilometer. Omgivningarna runt Hinthada är en mosaik av jordbruksmark och naturlig växtlighet.

## Klimat
Savannklimat råder i trakten. Årsmedeltemperaturen i trakten är 25 °C. Den varmaste månaden är april, då medeltemperaturen är 32 °C, och den kallaste är januari, med 23 °C. Genomsnittlig årsnederbörd är 3 145 millimeter. Den regnigaste månaden är juli, med i genomsnitt 864 mm nederbörd, och den torraste är februari, med 1 mm nederbörd.